# Schefflera baculosa
Schefflera baculosa är en araliaväxtart som beskrevs av David Gamman Frodin. Schefflera baculosa ingår i släktet Schefflera och familjen araliaväxter. Inga underarter finns listade.